# Clayton Nascimento

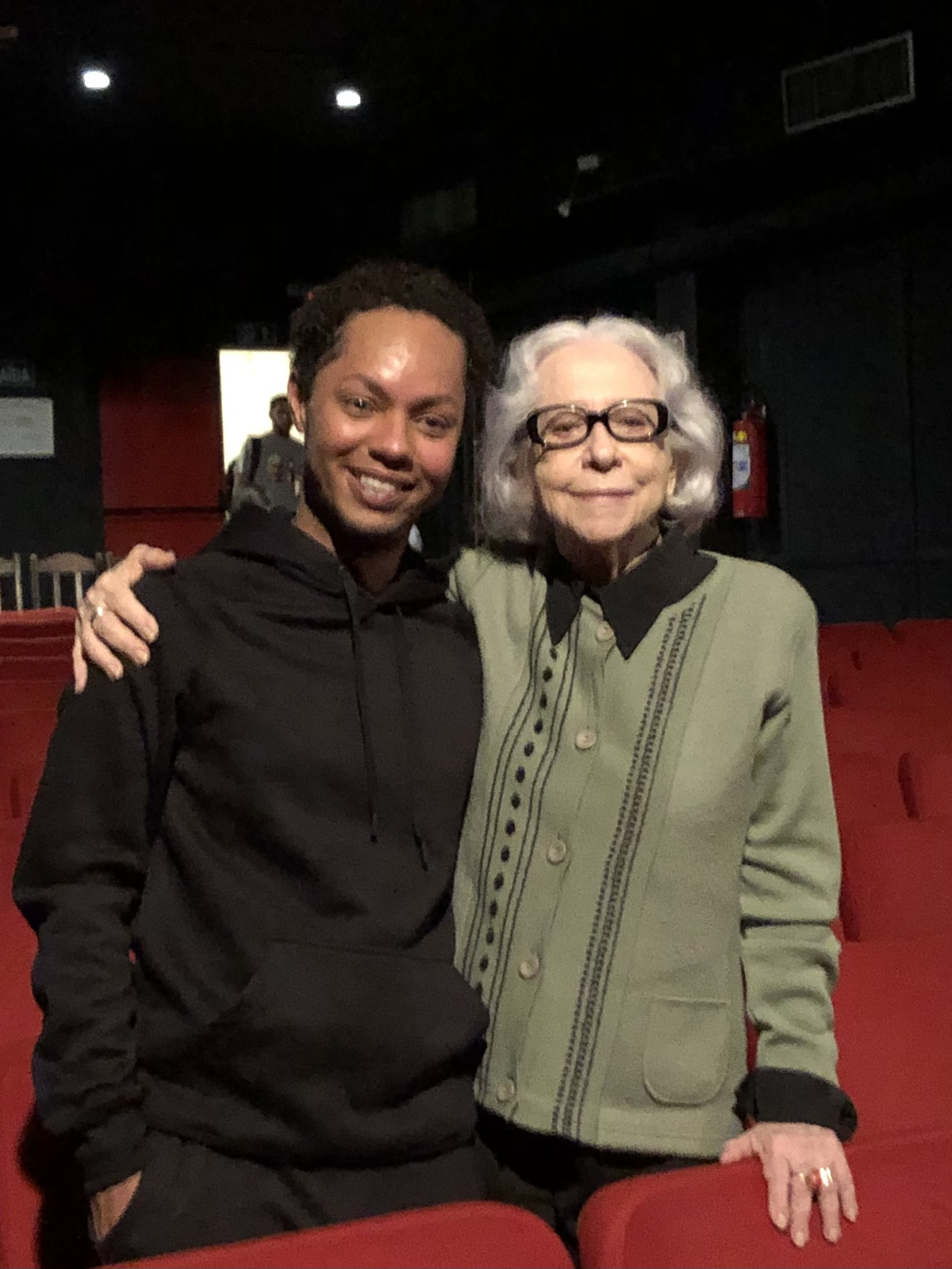
Clayton Nascimento ao Lado de Fernanda Montenegro nos bastidores do espetáculo Macacos no Teatro Ipanema

Clayton Nascimento é um renomado ator, dramaturgo, diretor e professor brasileiro. Ele conquistou destaque ao vencer o Prêmio Shell de Teatro como Melhor Ator em 2023, sendo o quarto ator negro mais jovem a receber esse reconhecimento no Brasil. Sua peça MACACOS foi aclamada pelo público e pela crítica, sendo considerada um importante documento histórico e dramático pelo jornal O Globo. Além disso, Clayton é professor de graduação do Teatro Escola Célia Helena. Ele possui uma formação sólida, tendo se graduado em várias instituições de renome, e está prestes a se tornar Mestre pela Escola de Comunicações e Artes da USP. Em suas diversas produções, Clayton se mostrou talentoso como diretor, autor e intérprete, com peças premiadas e indicadas em diversos prêmios. Na TV, ele participou da série Carcereiros, Selvagem, Dois Tempos (Disney Plus), A Caverna de Petra (Globoplay), As Five (Rede Globo) e Fuzuê. Além disso, Clayton também atua como preparador de elenco em outras séries e filmes. Em 2024, criou dois episódios do Projeto Falas, o Falas Femininas e o Falas Negras. O último foi escrito e apresentado por ele.

### Biografia
Filho de Carmen do Nascimento, uma manicure, e Crispin do Nascimento, um trabalhador braçal, Clayton Nascimento nasceu em São Paulo e foi criado no bairro do Jabaquara. Iniciou seus estudos de teatro aos 08 anos na Casa do Teatro, onde conseguiu uma bolsa de 15 anos. Se formou pelo Célia Helena aos 23 anos e se dedicou à entrar na USP Escola de Teatro da Universidade de São Paulo. Após a graduação, ingressou na EAD - Escola de Artes dramáticas da USP. Também é mestrando em teatro pela USP. Indicado por Melhor Elenco em Buraquinhos no Prêmio Aplauso Brasil e Prêmio APCA2018. Escreveu e interpretou o espetáculo MACACOS, ganhando diversos prêmios de Melhor Diretor, Ator, Dramaturgia e Montagem em Festivais de Teatro em Curitiba, Rio de Janeiro e Amazonas. Em 2016, foi dirigido pela equipe inglesa da Royal Shakespeare Company, no espetáculo MACBETH. Em 2023 iniciou a sua mais espetacular temporada com o agora já renomado espetáculo Macacos, na cidade do Rio de Janeiro. Passando pelos teatros Ipanema, Teatro Cesgranrio e Teatro Sesi. Sendo assistido e aplaudido de pé por grandes nomes, como Fernanda Montenegro, Renata Sorrah, Marieta Severo, Adriana Esteves, Lilia Cabral, Neusa Borges, entre outros.
Já venceu 2 prêmios Shell e 1 prêmio APCA.
1. ↑  «Quem é Clayton Nascimento, criador de um dos espetáculos mais concorridos e elogiados da temporada teatral no país». O Globo. 18 de maio de 2023. Consultado em 25 de março de 2024